# 鰯の頭
鰯の頭（いわしのあたま）は、イワシの頭部である。
日本では歴史的にまじないとして用いられていた。またここから「信心を持たれているが実際はつまらないもの」の意味で慣用句・比喩としても用いられるようになった。本記事では主に語句としての「鰯の頭」について記述する。

## 概要
日本では節分の際には、夜に鬼を退散させるために、鰯の頭を柊にさして、門や軒や窓にそれをさすというまじないが行われていた。このように古来より日本では鰯の頭をかざして魔よけとする風習があったものの、このような鰯の頭をあがめるのは迷信であると見る人々が江戸時代の頃より多くなる。そして鰯の頭とはつまらないものを意味するようになる。これに対して『浮世風呂』では、鰯の頭のようなつまらないものでも信心次第でご利益があるとして、信心を持つことが肯定的にされている場合もある。元はいわしのかしらと読まれていたが、江戸時代中期よりいわしのあたまとも読まれるようになり、現代ではいわしのあたまと読むようになっている。

## 用例

### 慣用句としての用例
作家の正木不如丘は1590年から1591年にかけての鰯の豊漁期に鰯の頭を食用にせず廃棄するようになったとしており、これが習慣化してつまらないもの、取るに足らないものの例えとして「鰯の頭」を用いるようになったとしている。文献上には江戸時代以降、古くは1645年の『毛吹草』、1660年ごろの『東海道名所記』などにこうした表現が見られるようになった。

### 諺としての用例
諺としての「鰯の頭」の用例としては「鰯の頭も信心から」、「鯛の尾より鰯の頭」などが挙げられる。
鰯の頭も信心から
鰯の頭のようなつまらないものを信仰する者に対して皮肉めいて使用する場合と、一見つまらないものでも厚く信仰すればご利益があると肯定的に使用する場合があり、文脈などによってその意味が異なる慣用句である。京いろはにも古くから取り入れられており、歴史学者の奈倉哲三はその成立を天保12年（1841年）ごろと推察している。
鯛の尾より鰯の頭
大きな集団の後方に属するよりも、小さくても先頭に立つ方が良いという慣用句で、司馬遷の『史記』に登場する「鶏口となるも牛後となる勿れ」や英語の諺である「Better be the head of a dog than the tail of a lion.（ライオンの尾よりも犬の頭の方が良い）」などの類型である。

## 柊鰯との違い
ヒイラギの小枝に鰯の頭を刺して門戸に立てる柊鰯（または柊をさす）という行事は古くから存在しており、平安時代の紀貫之による『土佐日記』や鎌倉時代の勝間田長清撰による『夫木和歌抄』などに登場している。しかしながらこれら江戸時代以前に使用している魚の頭は鰯に限ったものでは無かったと見られ、同志社女子大学の吉海直人は、「鰯の頭も信心から」という諺が成立した江戸時代以降に、ヒイラギに刺す魚の頭として鰯が用いられるようになったのではないかと指摘している。